# Moechotypa semenovi
Moechotypa semenovi là một loài bọ cánh cứng trong họ Cerambycidae.